# Pierre Pons

a Compétitions nationales et continentales officielles uniquement.

b Matchs officiels uniquement.
Pierre Pons, né le 16 septembre 1894 à Llupia et mort le 27 février 1981 à Toulouse, est un vétérinaire français, joueur de rugby à XV international français, ancien président du Stade toulousain et professeur de zootechnie à l'École nationale vétérinaire de Toulouse. Il fut directeur de cette école de 1945 à 1964. C'est sous son mandat de directeur qu'à été construite la nouvelle école vétérinaire de Toulouse.

## Biographie

### Le joueur de rugby
Né à Llupia, il joue dans l'équipe de l'AS Perpignan avec qui il dispute une demi-finale du championnat de France en 1913 à seulement 19 ans. Il perd le match contre le SCUF 0 à 3. Après la guerre, il est admis à l'école vétérinaire de Toulouse et intègre le Stade toulousain. En 1920, il obtient sa première cape en équipe de France le 1er janvier lors du match du Tournoi des cinq nations contre l'Écosse. Il dispute deux des trois autres matchs de la compétition, tous deux perdus contre l'Angleterre et le pays de Galles. Il ne joue pas lors de la victoire contre l'Irlande qui permet aux Français de terminer à la quatrième place et d'éviter la Cuillère de bois. 
L'année suivante, Pons est de nouveau retenu pour participer au Tournoi et dispute deux rencontres contre les Écossais et les Gallois. La France termine deuxième derrière l'Angleterre qui réalise le Grand Chelem. Cette même année, il dispute la finale du championnat avec le club haut-garonnais. Pons et ses coéquipiers s'inclinent 0-5 contre Perpignan, l'ancien club du joueur. En 1922, Toulouse atteint de nouveau la finale du championnat que le club remporte 6-0 contre l'Aviron bayonnais. Le joueur natif de Llupia dispute également un match du Tournoi contre l'Écosse. Il prend sa retraite sportive en fin de saison et se consacre à sa carrière d'enseignant à l'école vétérinaire dont il devient le directeur par la suite. Il reste cependant proche du milieu du rugby puisque le 18 juin 1939 il intègre le comité de direction du Stade toulousain, puis en devient le président le 28 mai 1942. Il quitte son poste après la Libération en septembre 1944.

### Palmarès
- Vainqueur du championnat de France en 1922
- Finaliste du championnat de France en 1921

### Statistiques
De 1920 à 1922, Pierre Pons dispute 6 matchs avec l'équipe de France. Il participe notamment à trois Tournois des Cinq Nations (6 matchs). 
| Année | Compétition  | Matchs | Points | Essais |
| 1920  | Cinq nations | 3      | -      | -      |
| 1921  | Cinq nations | 2      | -      | -      |
| 1922  | Cinq nations | 1      | -      | -      |
| Total | Total        | 6      | 0      | 0      |

### L'enseignant et directeur de l’École nationale vétérinaire de Toulouse

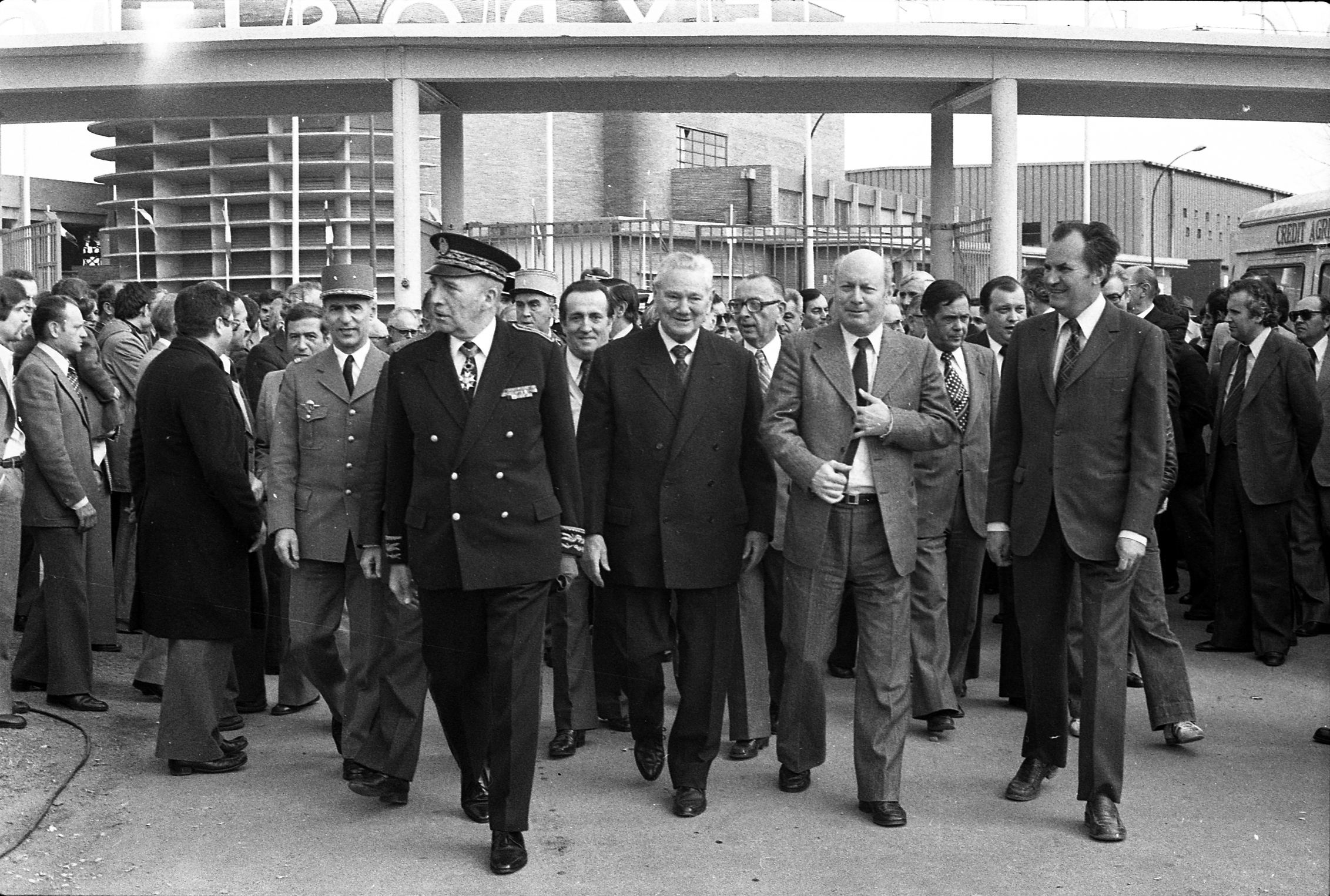
Inauguration du Concours régional agricole de Toulouse le 04 avril 1978, Pierre Pons est au centre, à droite du préfet Tony Roche sur la photo

Pierre Pons, docteur vétérinaire, ancien élève de l'École nationale vétérinaire de Toulouse, fut professeur de Zootechnie et directeur de cette école de 1945 à 1963. 

#### Le bâtisseur de la nouvelle École vétérinaire de Toulouse
La grande œuvre de Pierre Pons, directeur, fut la construction de la nouvelle école vétérinaire de Toulouse, dans le cadre d'une parfaite entente avec l'Inspecteur général des Écoles nationales vétérinaires, Marcel Petit,  et l'architecte Noël Le Maresquier. 